# Казак, Сергей Михайлович
Сергей Михайлович Казак (4 ноября 1974, Самарканд, Узбекская ССР, СССР) — узбекистанский футболист, защитник и полузащитник, тренер.

## Биография
Сергей Казак родился 4 ноября 1974 года в Самарканде.
Окончил Самаркандский государственный университет.
Занимался футболом в самаркандской ДЮСШ.
Играл на позициях защитника и полузащитника. В 1993 году дебютировал в профессиональном футболе в составе самаркандского «Динамо», выступавшего в высшей лиге чемпионата Узбекистана, провёл 15 матчей.
В сезонах-1993/1994 и 1994/1995 играл в чемпионате Белоруссии за «Фандок»/«Бобруйск» из Бобруйска, но провёл только 5 матчей в двух розыгрышах высшей лиги.
Также выступал за российские любительские команды: «Ниву» из Вейделевки (1994), игравшую в чемпионате Белгородской области, и «Антэкс»/«Оскол» из Старого Оскола (1995—1997), соревновавшийся в первенстве России среди коллективов физкультуры. В сезоне-97 старооскольцы стали вторыми в зональном турнире.
В 2000 году возобновил профессиональную карьеру в Узбекистане, присоединившись к аутсайдеру высшей лиги «Кимёгару» Чирчик. За два сезона сыграл в его составе 43 матча. В 2001 году также играл за «Туран» Нукус, в котором забил единственный мяч в профессиональной карьере. В 2002 году перешёл в «Машал» Мубарек, в составе которого завершил игровую карьеру, проведя в чемпионате страны 7 матчей.
Впоследствии работал тренером. В 2010 году трудился в симферопольской СДЮСШОР «Спартак». С августа 2016 года вошёл в тренерский штаб «Крымтеплицы-2» Молодёжное, выступающей на республиканском уровне, в 2017 году стал её главным тренером. Также занимается с детьми в симферопольской СШОР по футболу.
Мастер спорта. Имеет тренерскую лицензию B.